# Gi Debor
Gi Debor (fr. Guy Debord; 1931 — 1994), je bio boem, filozof, pisac, filmadžija, osnivač letrističke i situacionističke internacionale, а javnosti najpoznatiji kao autor Društva spektakla. 

## Detinjstvo
Gi Ernst Debor je rođen 28. decembra 1931. godine, u Parizu, u porodici uporašćenoj Velikom depresijom. Kada je Debor imao četiri godine, njegov otac umire. Bio je to period velikih uličnih nemira, opšteg previranja, uspona fašizma, Narodnog fronta, građanskog rata u Španiji. Sve do početka II svetskog rata živi sa majkom u Parizu; zatim odlaze na jug. Ratno vreme provodi u Kanu.

## Mladost
Nakon polaganja prijemnih ispita za pariski Univerzitet, 1950. godine, Debor prelazi iz Kana u Pariz. Ne upisuje nijedan fakultet, ali majci javlja da je sve u najboljem redu. Vreme provodi u beskrajnim lutanjima i napijanju sa delinkventima i maloletnicama sa leve obale Sene. Veoma aktivan u burnim raspravama koje su se vodile po pariskim kafeima, kojima su tada suvereno vladali Deboru mrski egzistencijalisti. Tokom jedne šetnje, 1953. godine, na zidu u ulici de Seine, Debor ispisuje kredom, kasnije legendarni grafit: Nikada ne radi. 
Živeo je na marginama društva i voleo je alkohol, maloletnice, Marksa i Dadu. Bio je vodeći duh Letrističke, a zatim Situacionističke internacionale (1952—1972), jedne od najradikalnijih revolucionarnih grupa druge polovine XX veka.

## Prvi film
Debor se prvi put oglasio filmom pod nazivom Urlici u slavu de Sada (1952). Film je bio do tada neviđena provokacija, sačinjena od naracije (sa nekoliko Deborovih poetskih i teorijskih iskaza), iskrzane filmske trake, nasumičnih kadrova, poruka ispisanih na ekranu i 20 minuta ničega (osim belog ekrana i zujanja projektora). Na projekciji u Kinema klubu u Latinskoj četvrti, 13. oktobra 1952. godine, revoltirane gledaoce, koji su počeli da napuštaju salu, Serž Berna je uveravao da treba da se vrate jer "na kraju ima nešto stvarno prljavo". Mišel Bernštajn je imala zadatak da za vreme projekcije, kada bi publika počela da negoduje, ispušta urlike kakve, kako je kasnije pričala, ni sama nije znala odakle je uspevala da izvuče. Za to vreme, Debor je sa balkona posipao publiku brašnom.

## Dela
Autor nekoliko knjiga, niza tekstova objavljenih u glasilima Letrističke i Situacionističke internacionale, nekoliko eksperimentalnih filmskih ostvarenja i jedne društvene igre: Igre Rata. Njegova najpoznatija knjiga Društvo spektakla se prvi put pojavila u novembru 1967. godine u Parizu, a nemiri 1968. učinili su knjigu svetski poznatom. Godine 1973. Debor snima filmsku verziju Društva spektakla. 
Pored istorije, Deborova najveća intelektualna strast bila je vojna strategija: 1989. godine, zajedno sa svojom drugom ženom Alis Bekerho, dovršava i objavljuje Igru Rata: pravu "društvenu igru", sa figurama, bojnim poljem i uputstvom za upotrebu. 
Nakon jednog neuspelog pokušaja u mladosti, izvršio je samoubistvo ispalivši sebi metak u srce, 30. novembra 1994. godine.

## Citati
- "Spektakl je stupanj na kojem roba uspeva da kolonizuje čitav društveni život. Komodifikacija nije samo vidljiva: mi više ne vidimo ništa drugo. Svet koji vidimo je svet robe." - Teza 42.
- U društvima u kojima preovlađuju moderni uslovi proizvodnje, život je predstavljen kao ogromna akumulacija prizora. Sve što je nekada bilo neposredno doživljavano, udaljeno je u predstavu.
- Spektakl nije samo skup slika; to je društveni odnos među ljudima posredovan slikama.
- "Nismo išli na televiziju da bismo objavili svoja otkrića. Nikada nismo tražili subvencije za naučna istraživanja ili naklonost intelektualaca koji pišu za novine. Samo smo dolivali benzin tamo gde je već buktao plamen."
- “Dani ovog društva su odbrojani. Njegovi razlozi i njegove zasluge pažljivo su izvagani i videlo se da ne pretežu. Njegovo stanovništvo je podeljeno na dve strane, od kojih jedna želi da ovo društvo nestane.” — Iz predgovora za IV italijansko izdanje Društva spektakla, 1979.

## Spoljašnje veze
- Društvo spektakla na srpskom
- Situacionistička internacionala Архивирано на веб-сајту  (5. септембар 2016)
- Libcom.org/library: Knjige Gi Debora na engleskom Архивирано на веб-сајту  (12. октобар 2006)
- Filmovi Gi Debora